# Lithacodia sordida
Lithacodia sordida är en fjärilsart som beskrevs av Hans-Joachim Hannemann 1916. Lithacodia sordida ingår i släktet Lithacodia och familjen nattflyn. Inga underarter finns listade i Catalogue of Life.